# Neuve-Maison
Neuve-Maison település Franciaországban, Aisne megyében. Lakosainak száma 607 fő (2022. január 1.). Neuve-Maison Buire, Hirson, Mondrepuis, Ohis és Origny-en-Thiérache községekkel határos.

## Népesség
A település népességének változása:
| Lakosok száma | 487  | 512  | 669  | 633  | 589  | 601  | 611  | 616  | 613  | 607  |
|               | 1968 | 1982 | 1990 | 2006 | 2013 | 2015 | 2017 | 2019 | 2020 | 2022 |